# Edith Kurzweil
Edith Kurzweil (geboren 1924 oder 3. Juni 1926 in Wien; gestorben 6. Februar 2016) war eine US-amerikanische Soziologin und Publizistin.

## Leben
Edith Weiß wuchs in einer bürgerlichen jüdischen Familie in Wien auf und besuchte eine Schule des Wiener Frauenerwerbsvereins. Nach dem Anschluss Österreichs an das Deutsche Reich am 12. März 1938 wurden auch die österreichischen Juden vertrieben. Die vierzehnjährige „Ditta“ und ihr Bruder „Hansl“ (geboren 1927) wurden 1939 mit einem Kindertransport in eine vermeintliche Sicherheit nach Belgien gebracht, wo sie in Brüssel das Lycée d’Ixelles besuchten. Den Eltern Ernst Weiß und Wilhelmine, geb. Fischer, gelang noch die Flucht in die Vereinigten Staaten, während Edith und ihr Bruder nach Ausbruch des Zweiten Weltkrieges 1939 in Belgien festsaßen. Nach einer abenteuerlichen Flucht durch Frankreich und Spanien erreichten sie 1940 in Lissabon das Frachtschiff S.S. Excalibur nach New York City, wo die Familie wieder zusammenkam.
Edith Weiß heiratete 1945 den deutschen Immigranten Charles Schmidt, mit dem sie den Sohn Robert (* 1948) und die Tochter Vivien (* 1949) hat. Mit ihrem zweiten Mann, dem Ingenieur Robert Kurzweil, hat sie den Sohn Allen (* 1960) und sie war mit ihm von 1958 bis 1966 für längere Zeit in Italien, so dass Edith Kurzweil neben dem Französischen auch das Italienische beherrscht. Von Italien machte sie auch eine Reise nach Wien zu der, seinerzeit „arisierten“, Wohnung ihrer Kindheit. Zurück in den USA begann sie ein Soziologiestudium, das sie 1973 mit dem PhD abschloss. Danach wurde sie Professorin an der Rutgers University.
Seit Ende der 1970er Jahre war sie Redakteurin und Chefredakteurin bei der Zeitschrift Partisan Review, die von ihrem Gründer William Phillips herausgegeben wurde. Kurzweil wurde dadurch ein wichtiger Drehpunkt der liberalen, männerdominierten, New Yorker Gesellschaft und arbeitete mit ihren führenden Intellektuellen zusammen. 1995 heiratete sie in dritter Ehe Philipps und war nach seinem Tod noch für ein Jahr die Herausgeberin, bevor die Zeitschrift 2003 eingestellt wurde.
Im Jahr 2004 gab sie die Briefe ihrer Großmutter Malvine Fischer heraus, die diese aus Wien an ihre emigrierte Tochter Wilhelmine nach New York schrieb, bis sie 1942 deportiert und ermordet wurde.

## Auszeichnungen
- 2003 National Humanities Medal
- 1982 Fellowship Rockefeller Humanities
- 1987 Fellowship des National Endowment for the Humanities

## Schriften
- Full circle: a memoir, Transaction Publishers 2007, ISBN 978-1-4128-0662-6.
- Nazi laws and Jewish lives: letters from Vienna. Malvine Fischer. New Brunswick (USA): Transaction Publ., 2004, ISBN 978-3-85132-175-3.
- Briefe aus Wien. Jüdisches Leben vor der Deportation Wien: Turia + Kant, 1999, ISBN 978-3-85132-175-3.
- The Freudians: a comparative perspective, New Brunswick (USA): Transaction Publ., 1998. [Nachdr. der Ausg.] New Haven: Yale Univ. Press, 1989, ISBN 978-1-56000-956-6.
- The age of structuralism: from Lévi-Strauss to Foucault, New Brunswick (USA): Transaction Publishers 1996, ISBN 978-1-56000-879-8.
- Freudians and feminists, Boulder: Westview Press, 1995.
- Freud und die Freudianer, München: Dt. Taschenbuch-Verl., 1995.
- Italian entrepreneurs: rearguard of progress, Praeger 1983, ISBN 978-0-03-061709-6.